# Paolo Piccione
Paolo Piccione (* 24. April 1964 in Rom) ist ein italienischer Mathematiker.

## Leben
Piccione erwarb seinen Laurea-Abschluss in Mathematik 1987 an der Universität Rom La Sapienza und wurde 1995 an der University of Pennsylvania bei Adrian Ocneanu promoviert (Discrete Regular Subalgebras of Semifinite Von Neumann Algebras). 1998 habilitierte er sich in Brasilien und wurde Professor an der Universität São Paulo.

## Werk
Er befasst sich mit Variationsrechnung (Morse-Theorie, Bifurkations-Theorie), globaler Analysis und Differentialgeometrie, insbesondere semi-Riemannsche Geometrie mit Anwendungen in der Allgemeinen Relativitätstheorie. Unter anderem untersuchte er 2003 sphärisch-symmetrischen Gravitationskollaps mit barotropen Zustandsgleichungen der Materie, wobei sich nach Piccione nackte Singularitäten bilden (der Fall war zuvor für den Fall von Staubkugeln, das heißt verschwindenden Druck, behandelt worden).

## Ehrungen und Mitgliedschaften
2012 wurde er Mitglied der Brasilianischen Akademie der Wissenschaften (ABC). Er ist, Stand 2018, Präsident der Brasilianischen Mathematischen Gesellschaft (SBM) und im Rat der International Mathematical Union.
2018 wurde er Kommandeur des Ordem Nacional do Mérito Científico, Brasilien.

## Schriften (Auswahl)
- mit F. Giannoni, A. Masiello: A variational theory for light rays in stably causal Lorentzian manifolds: Regularity and multiplicity results, Comm. Math. Phys., Band 187, 1997, S. 375–415
- mit F Giannoni, A Masiello: A Morse theory for light rays on stably causal Lorentzian manifolds, Annales de l'Institut Henri Poincare A, Band 69, 1998, S. 359–412
- mit Fabio Giannoni: An intrinsic approach to the geodesical connectedness of stationary Lorentzian manifolds, Communications in Analysis and Geometry, Band 7, 1999, S. 157–197
- mit Daniel V. Tausk: A note on the Morse index theorem for geodesics between submanifolds in semi-Riemannian geometry, J. of Math. Phys., Band 40, 1999, S. 6682–6688
- mit D. V. Tausk: The Maslov index and a generalized Morse index theorem for non-positive definite metrics, Compte Rendu Acad. Sci. Paris, Band 331, 2000, S. 385–389
- mit D. V. Tausk: An index theorem for non-periodic solutions of Hamiltonian systems, Proc. London Math. Soc., Band 83, 2001, S. 351–389
- mit Daniel V. Tausk: The Morse index theorem in semi-Riemannian geometry, Topology, Band 41, 2002, S. 1123–1159
- mit R. Giambo, F. Giannoni, G. Magli: New solutions of Einstein equations in spherical symmetry: the cosmic censor to the court, Communications in Mathematical Physics, Band 235, 2003, S. 545–563, Arxiv
- mit Giambo, Giannoni, Magli: New mathematical framework for spherical gravitational collapse, Classical and Quantum Gravity, Band 20, 2003, L 75 , Arxiv
- mit Robert Giambo, Fabio Giannoni, Giulio Magli: Naked singularities formation in the gravitational collapse of barotropic spherical fluids, General Relativity and Gravitation, Band 36, 2004, S. 1279–1298,[3]
- mit A. Portulari, D. V. Tausk: Spectral flow, Maslov index and bifurcation of semi-Riemannian geodesics, Annals of Global Analysis and Geometry, Band 25, 2004, S. 121–149